# 牛海綿状脳症対策特別措置法
牛海綿状脳症対策特別措置法（うしかいめんじょうのうしょうたいさくとくべつそちほう、平成14年6月14日法律第70号）は、牛海綿状脳症（狂牛病）の発生を予防し、およびまん延を防止するための特別の措置を定めること等により、安全な牛肉を安定的に供給する体制を確立し、もって国民の健康の保護ならびに肉用牛生産および酪農、牛肉に係る製造、加工、流通および販売の事業、飲食店営業等の健全な発展を図ることに関する法律である。

## 構成
- 第1条 目的
- 第2条 定義
- 第3条 国及び都道府県の責務
- 第4条 基本計画
- 第5条 牛の肉骨粉を原料等とする飼料の使用の禁止等
- 第6条 死亡した牛の届出及び検査
- 第7条 と畜場における牛海綿状脳症に係る検査等
- 第8条 牛に関する情報の記録等
- 第9条 牛の生産者等の経営の安定のための措置
- 第10条 協力依頼
- 第11条 正しい知識の普及等
- 第12条 調査研究体制の整備等
- 附則

## 経緯
- 2001年9月：日本国内でのBSE第1例が確認される。
- 2002年6月4日：第154国会衆議院で可決[1]。
- 2002年6月7日：参議院で可決、成立。
- 2002年6月14日：法律公布。